# 经济类联考综合能力
经济类联考综合能力是中国大陆（部分）高等院校和科研院所为招收经济类专业硕士研究生而设定的全国性联考科目，其科目编号为396。该科目替代了以往的数学三（303），于2011年开始中国人民大学进行试点。

## 考查目标
主要考察三个方面的能力：
- 具有运用数学基础知识、基本方法分析和解决问题的能力；
- 具有较强的逻辑分析和推理论证能力；
- 具有较强的文字材料理解能力和书面表达能力。

## 考试形式
考试时间180分钟，满分150分，具体为：
- 数学基础（70分），内容包括微积分、线性代数和概率论；
- 逻辑推理（40分）；
- 写作（40分）。

## 所适用的专业
主要适用于金融硕士、应用统计硕士、税务硕士、国际商务硕士、保险硕士及资产评估硕士等经济类专业硕士。

## 与管理类联考综合能力的区别
主要有3个方面的区别：
- 适用专业不同。经济类联考综合能力适用于经济类专业硕士，管理类类联考综合能力适用于管理类专业硕士。
- 数学考试内容不同。经济类联考综合能力主要考察高等数学、线性代数、概率论等大学期间所学的数学知识，管理类联考综合能力主要考察算术、代数、几何、数据分析等高中及以前所学的数学知识。
- 分数不同。经济类联考综合能力试卷满分为150分，管理类联考综合能力试卷满分为200分。